# Кутина
Кутина (хорв. Kutina) — город в Хорватии, в центральной части страны.
Второй по величине город жупании Сисак-Мославина после Сисака и крупнейший город региона Мославина, плодородной долины между Мославинскими горами и Савой. Население — 22 760 человек (2011).

## Общие сведения
Кутина расположена на юго-восток от Загреба (расстояние до столицы — 65 километров). В 35 километрах к западу расположен город Сисак, в 20 километрах к северо-востоку находится Гарешница, а в 50 — Дарувар, в 60 километрах к северу — Бьеловар.
Кутина стоит на автомобильной и железнодорожной магистрали Загреб — Славонски-Брод — Белград.
Исторически Кутина всегда была центром переработки сельскохозяйственной продукции, выращиваемой на плодородных землях вокруг города, однако в XX веке в городе были построены предприятия нефтехимической и электротехнической промышленности, фабрика по производству удобрений и некоторые другие. Развивается туризм в Мославинских горах и природном парке Лоньско поле к югу от города.

## История и достопримечательности
Поселение на месте нынешнего города впервые упомянуто в 1256 году. Как и многие другие города Посавской Хорватии, Кутина начала интенсивно развиваться в XVII—XVIII веках под властью Габсбургов.
Главные достопримечательности города — Церковь Девы Марии Снежной (1767 год), княжеский замок XVIII века, в котором ныне размещён музей Мославины.

## Персоналии
- Симо Мраович — хорватский писатель и поэт сербского происхождения.